# Vic Wild
Vic Wild (Russisch: Вик Айвен Уайлд) (White Salmon, 23 augustus 1986) is een Amerikaans-Russisch snowboarder. Hij vertegenwoordigde Rusland op de Olympische Winterspelen 2014 in Sotsji. Hij nam onder olympische vlag deel aan de Olympische Winterspelen 2018 in Pyeongchang.

## Carrière
Wild maakte zijn wereldbekerdebuut in maart 2004 in Mount Bachelor. Twee jaar later scoorde hij in Lake Placid zijn eerste wereldbekerpunten. In oktober 2009 eindigde hij in Landgraaf voor de eerste maal in zijn carrière in de top tien van een wereldbekerwedstrijd. Op de FIS wereldkampioenschappen snowboarden 2011 in La Molina eindigde Wild als tiende op de parallelslalom en als achttiende op de parallelreuzenslalom.
Vanwege zijn huwelijk met de Russische snowboardster Alena Zavarzina wisselde hij in 2012 van nationaliteit. Bij zijn eerste wereldbekerwedstrijd namens Rusland, in december 2012 in Carezza, stond Wild direct op het podium. In Stoneham nam hij deel aan de FIS wereldkampioenschappen snowboarden 2013. Op dit toernooi veroverde hij de bronzen medaille op de parallelreuzenslalom en eindigde hij als achttiende op de parallelslalom. Op 12 januari 2014 boekte de Rus in Bad Gastein zijn eerste wereldbekerzege. Tijdens de Olympische Winterspelen van 2014 veroverde Wild, op 19 februari 2014, de gouden medaille op het onderdeel parallelreuzenslalom. Drie dagen later werd hij de eerste olympisch kampioen op het nieuwe olympische onderdeel parallelslalom.
Op de FIS wereldkampioenschappen snowboarden 2015 in Kreischberg eindigde de Rus als zevende op zowel de parallelslalom als de parallelreuzenslalom. In de Spaanse Sierra Nevada nam hij deel aan de FIS wereldkampioenschappen snowboarden 2017. Op dit toernooi eindigde hij als zesde op de parallelreuzenslalom en als achtste op de parallelslalom. Tijdens de Olympische Winterspelen van 2018 in Pyeongchang eindigde Wild als tiende op de parallelreuzenslalom.

## Resultaten

### Olympische Winterspelen
| Jaar | Plaats      | Resultaten                            |
| ---- | ----------- | ------------------------------------- |
| 2014 | Sotsji      | Parallelslalom · Parallelreuzenslalom |
| 2018 | Pyeongchang | 10e Parallelreuzenslalom              |

### Wereldkampioenschappen
| Jaar | Plaats        | Resultaten                                  |
| ---- | ------------- | ------------------------------------------- |
| 2011 | La Molina     | 18e Parallelslalom 10e Parallelreuzenslalom |
| 2013 | Stoneham      | 18e Parallelslalom · Parallelreuzenslalom   |
| 2015 | Kreischberg   | 7e Parallelslalom 7e Parallelreuzenslalom   |
| 2017 | Sierra Nevada | 8e Parallelslalom 6e Parallelreuzenslalom   |

### Wereldbeker
Eindklasseringen
| Seizoen   | Algm | PAR | PSL | PGS    |
| --------- | ---- | --- | --- | ------ |
| 2005/2006 | 244e | 62e | –   | –      |
| 2007/2008 | 163e | 40e | –   | –      |
| 2009/2010 | 47e  | 21e | –   | –      |
| 2010/2011 | 37e  | 19e | –   | –      |
| 2012/2013 | –    | 9e  | 8e  | 11e    |
| 2013/2014 | –    | 4e  | 6e  | 4e     |
| 2014/2015 | –    | 6e  | 8e  | Zilver |
| 2015/2016 | –    | 8e  | 12e | 6e     |
| 2016/2017 | –    | 12e | 10e | 14e    |
| 2017/2018 | –    | 22e | 13e | 24e    |

Wereldbekerzeges
| Datum           | Plaats      | Onderdeel            |
| --------------- | ----------- | -------------------- |
| 12 januari 2014 | Bad Gastein | Parallelslalom       |
| 31 januari 2015 | Rogla       | Parallelreuzenslalom |